# 2376 Martynov
2376 Martynov este un asteroid din centura principală, descoperit pe 22 august 1977 de Nikolai Cernîh.